# Ma'di
Le ma'di (ou ma'adi, ma'diti) est une langue nilo-saharienne parlée en Ouganda et au Soudan du Sud.

## Classification
Le ma'di est une des langues moru-madi, un groupe rattaché à la banche soudanique centrale des langues nilo-sahariennes.

## Dialectes
Le lokai, aussi présent au Soudan, est le dialecte dominant en Ouganda où il est utilisé comme langue littéraire dans une traduction du Nouveau Testament et dans des documents d’alphabétisation.